# Episodi di Alice Nevers - Professione giudice (sesta stagione)
La sesta stagione della serie televisiva Alice Nevers - Professione giudice, composta da sei episodi di circa 52 minuti, trasmessi per la prima volta da TF1 dal 18 ottobre 2007 al 24 luglio 2009 (con episodi invertiti a casaccio).
In Italia è stata trasmessa su Rai 1 dal 30 giugno al 24 luglio dello stesso anno (tutti tranne il sesto episodio).
| nº | Titolo originale       | Titolo italiano        | Prima TV Francia | Prima TV Italia |
| -- | ---------------------- | ---------------------- | ---------------- | --------------- |
| 1  | Les Diamants du palais | I diamanti del palazzo | 28 maggio 2009   | 30 giugno 2009  |
| 2  | Liquidation totale     | Un fallimento totale   | 18 ottobre 2007  | 30 giugno 2009  |
| 3  | Cas d'école            | Un caso da manuale     | 25 ottobre 2007  | 24 luglio 2009  |
| 4  | Le Prix de la vie      | Il prezzo della vita   | 28 maggio 2009   | 7 luglio 2009   |
| 5  | Une vie dans l'ombre   | Una vita nell'ombra    | 29 maggio 2008   | 7 luglio 2009   |
| 6  | À cœur et à sang       | Fra cuore e sangue     | 28 aprile 2008   |                 |

## I diamanti del palazzo
- Titolo originale: Les Diamants du palais
- Diretto da: René Manzor
- Scritto da: Laurent Vachaud e Alain Patetta

### Trama
Un ricco proprietario di una gioielleria viene trovato morto sui ciottoli del cortile interno della villa da suo padre. Le dichiarazioni di quest'ultimo indirizzano gli inquirenti verso un furto finito male. I sospetti cadono su una giovane ladra professionista che era sulla scena al momento dell'omicidio. Durante le indagini, Alice trova un suo ex fidanzato ai tempi del liceo, che si scopre di essere un testimone.

## Un fallimento totale
- Titolo originale: Liquidation totale
- Diretto da: René Manzor
- Scritto da: Jean-Marc Auclair e Marie-Alice Gadea

### Trama
Una nota liquidatrice viene uccisa nel suo ufficio con un tagliacarte, ma potrebbe essere il lavoro di una società liquidata da un fallimento, ma Alice e Marquand indagano.

## Un caso da manuale
- Titolo originale: Cas d'école
- Diretto da: René Manzor
- Scritto da: Mathias Gavarry

### Trama
Una studentessa della Scuola Nazionale di Economia Politica di Parigi viene stuprata e uccisa. Alice, che ha ricevuto una lettera anonima, sospetta di due sospetti dell'istituto. Le prove si stanno accumulando contro di loro, ma il giudice ha paura di essere manipolato.

## Il prezzo della vita
- Titolo originale: Le Prix de la vie
- Diretto da: René Manzor
- Scritto da: Thierry Lasalle e René Manzor

### Trama
Un professore universitario, specializzato in trapianti di organi, viene assassinato e al vetriolo in un anfiteatro dell'università dove la vittima insegnava. Mentre l'indagine era indirizzata inizialmente verso un delitto passionale, ma al ritrovamento del cadavere di un ex paziente della vittima, inclina la ricerca verso l'universo medico.

## Una vita nell'ombra
- Titolo originale: Une vie dans l'ombre
- Diretto da: René Manzor
- Scritto da: Laurent Vachaud e René Manzor

### Trama
Un chirurgo estetico viene trovata uccisa in una squallida camera d'albergo a Parigi quando suo marito credeva che fosse a Lille per dare lezioni. Alice e Marquand scoprono che la vittima aveva effettuato ingenti prelievi di contanti nei giorni precedenti. Le indagini accelerano quando sulla scena del crimine vengono trovate le impronte digitali di un sicario evaso dal carcere di recente.

## Fra cuore e sangue
- Titolo originale: À cœur et à sang
- Diretto da: René Manzor
- Scritto da: Jean-Marc Dobel, Alice Chegaray-Breugnot e Nawel Dib

### Trama
Alice e Marquand indagano sull'omicidio di un famoso architetto, e scoprono che la vittima viveva con un uomo dal quale ebbe un figlio, concepito da un'amica d'infanzia. Sia il padre che la madre stavano allevando il bambino per la custodia. Alice e gli investigatori apprendono che pochi giorni prima dell'omicidio la vittima e il compagno avevano litigato.